# جون أونيل
جون أونيل (John O'Neill) (مواليد 11 مارس 1958) هو لاعب كرة قدم. يلعب مع منتخب أيرلندا الشمالية لكرة القدم. سبق له أن لعب في كأس العالم لكرة القدم مع منتخب بلاده.

## مسيرته الكروية
لعب جون أونيل خلال مسيرته الاحترافية مع 3 أندية في اثنا عشر موسمًا وسجل خلالها 10 أهداف ضمن 316 مباراة. ولم يفز بأي موسم بالكأس أو بالدوري.
خاض جون أونيل مسيرته مع نادي ليستر سيتي في موسم 1977–78 ليلعب معه عشرة مواسم، مشاركًا في 313 مباراة سجل خلالها 10 أهداف. ثم انتقل إلى نادي نورويتش سيتي في موسم 1987–88 لمدة موسم واحد، حيث شارك في مباراة ولم يسجل أي هدف.

## وصلات خارجية
- جون أونيل على موقع قاعدة بيانات كرة القدم.إي يو (الإنجليزية)
- جون أونيل على موقع ناشيونال فوتبول تيمز (الإنجليزية)
- جون أونيل على موقع عالم كرة القدم.نت (الإنجليزية)